# Étang de Thau
Étang de Thau eller Bassin de Thau är den största lagunen i den sydfranska regionen Occitanien. Dess yta är ungefär 7 500 hektar och dess medeldjup är cirka 5 m (djupaste punkt 32 m). Storleken och djupet, som är unik för regionen, har sin förklaring i områdets geomorfologi; det är antiklinalen i en bergsveckning vars synklinal är berget Gardiole i nordost. Étang de Thau ansluter till Medelhavet i Marseillan och Sète.

## Geografi

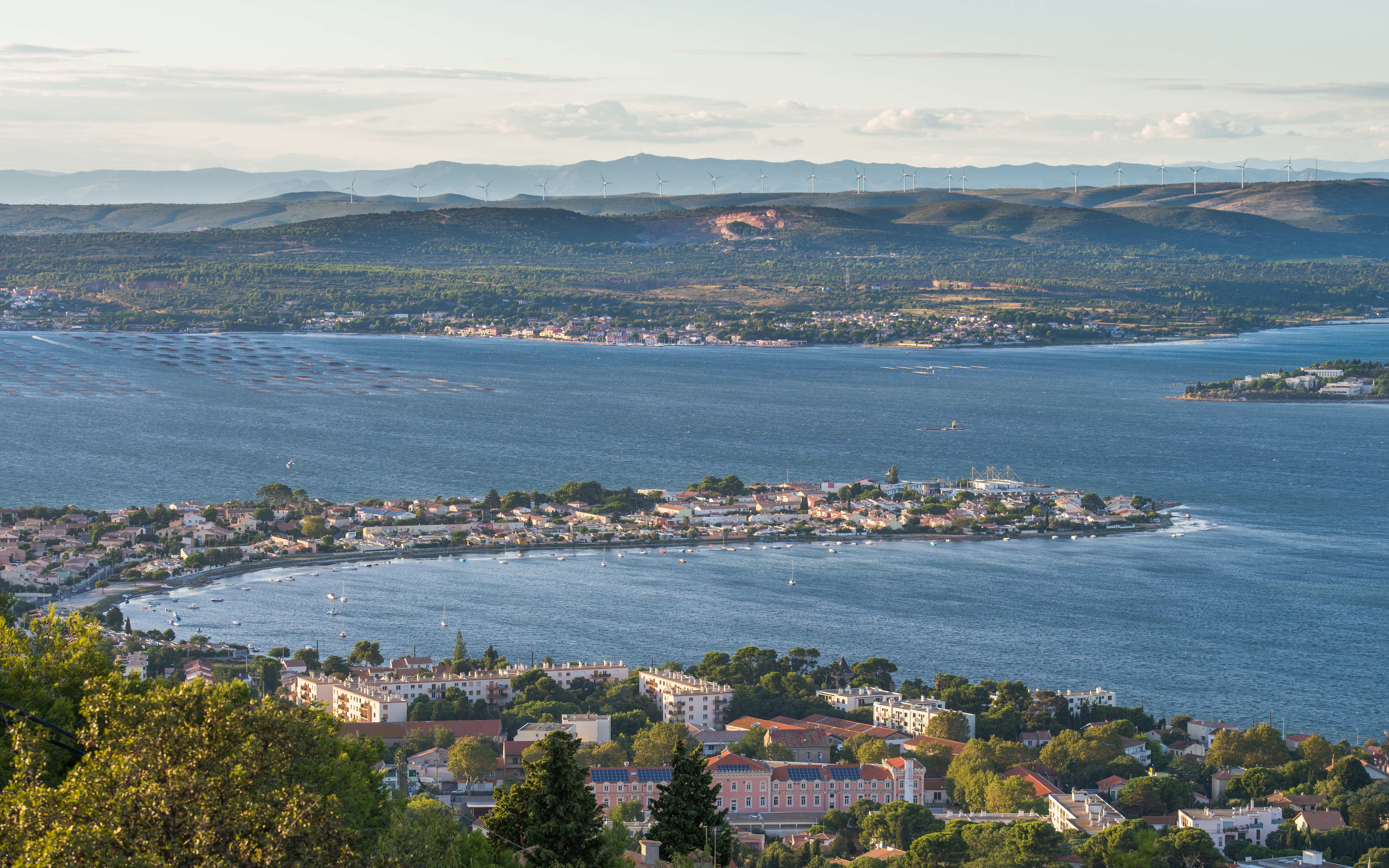

Étang de Thau är åtskild från Medelhavet av en smal sträng sand ("listel") som sammanbinder den utslocknade vulkanen i Agde och kullen i Sète (Mont Saint-Clair). Den sträcker sig österut via Étang des Eaux-Blanches, som idag är partiellt fylld. I väster finns träskmarkerna i Bagnas, som tillhör Conservatoire du littoral och utgör ett fågelskyddsområde. På en plats som kallas Les Onglous utmynnar Canal du Midi i Étang de Thau som i sin tur mynnar ut i Medelhavet. Via Canal du Rhône à Sète är den även sammanbunden med Rhône.

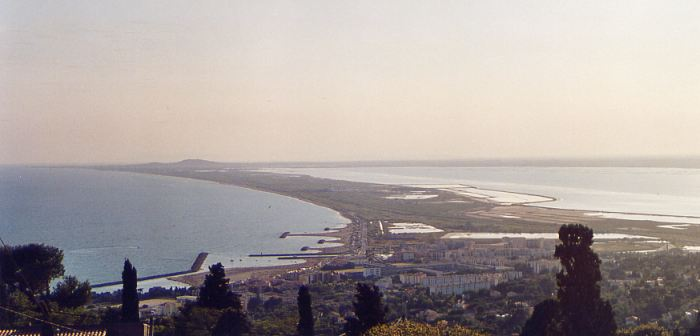
Plage de la Corniche sammanbinder Sète och Agde (vid horisonten); till höger Étang de Thau.

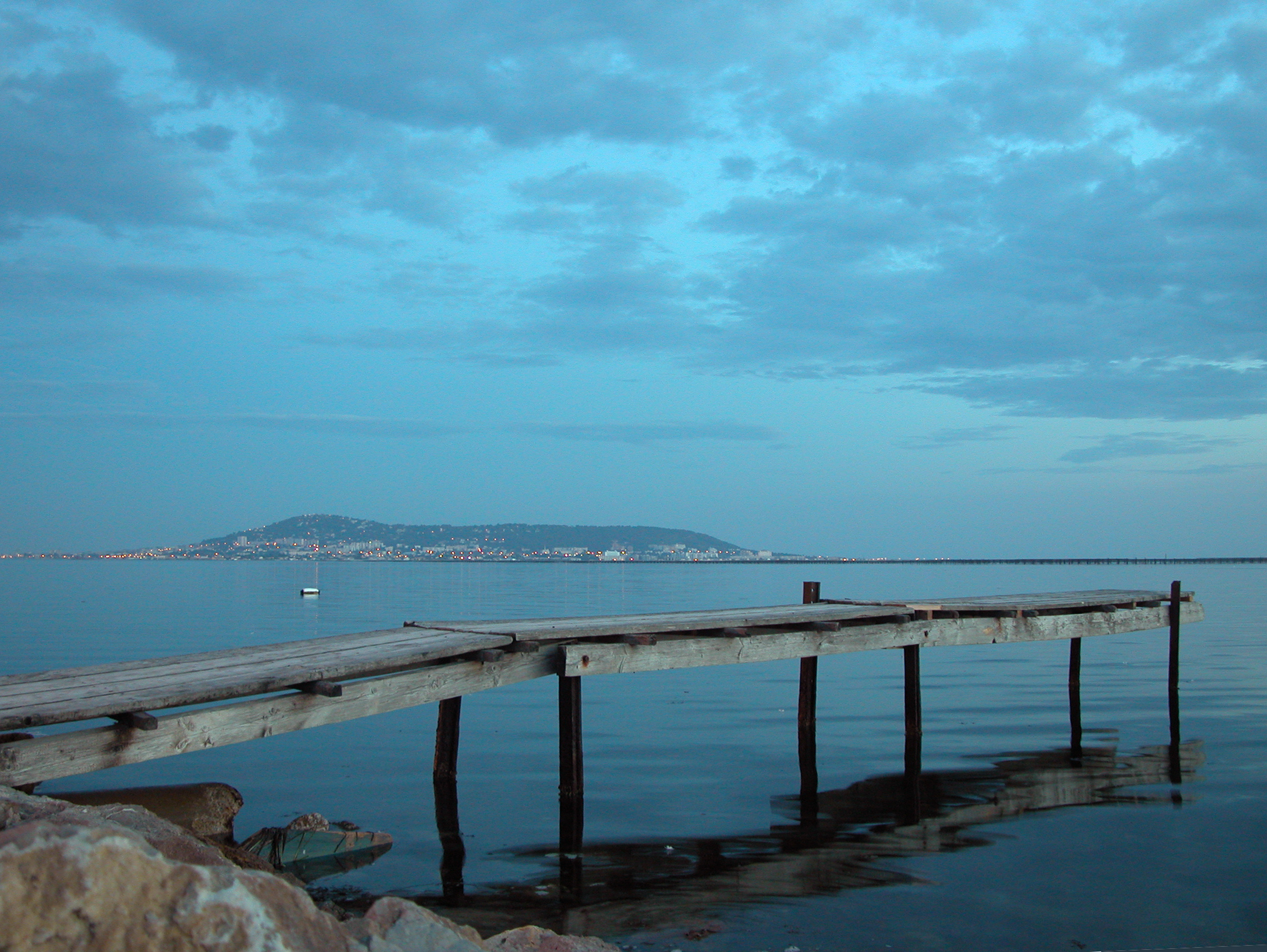
Utsikt över Étang de Thau och kullen i Sète.

Det årliga vattentillflödet är ungefär 340 miljoner m³. Tillflöden är:
- regnvatten: 48 miljoner m³/år ;
- ett antal bäckar (Véne, Aygues Vagues, Joncas, etc): 30 miljoner m³/år; detta vatten medför blandade föroreningar;
- vatten från underjordiska källor vid Bise utanför Balaruc-les-Bains : 9 miljoner m³/år;
- vatten från Medelhavet via öppningar vid Pisse-Saumes och Quinzaine i Marseillan-Plage samt kanaler i Sète: mellan 0,75 och 3,7  miljoner m³/dag. Tidvattnet i Medelhavet är svagt men påverkar något, likaså vinden - vid nordlig vind sjunker vattennivån och vid sydlig stiger den.

Vattentemperaturern varierar mellan +7 °C och +24 °C, och salthalten varierar med årstiderna (mindre från februari till juni, mer från juli till januari). Vattnet är väl syresatt.
Administrativt delas Étang de Thau mellan sju kommuner - Sète, Frontignan,  Balaruc-les-Bains, Balaruc-le-Vieux, Bouzigues, Loupian, Mèze och Marseillan.

## Aktiviteter
Vid och i Étang de Thau förekommer ett antal affärsverksamheter:
- odling av ostron och musslor
- fiske
- seglingsskolor

## Hamnar
- Fritidshamnar:
  - Sète: le Barrou, la Corniche
  - Balaruc-les-Bains
  - Bouzigues
  - Mèze
  - Marseillan
- Fiskehamnar

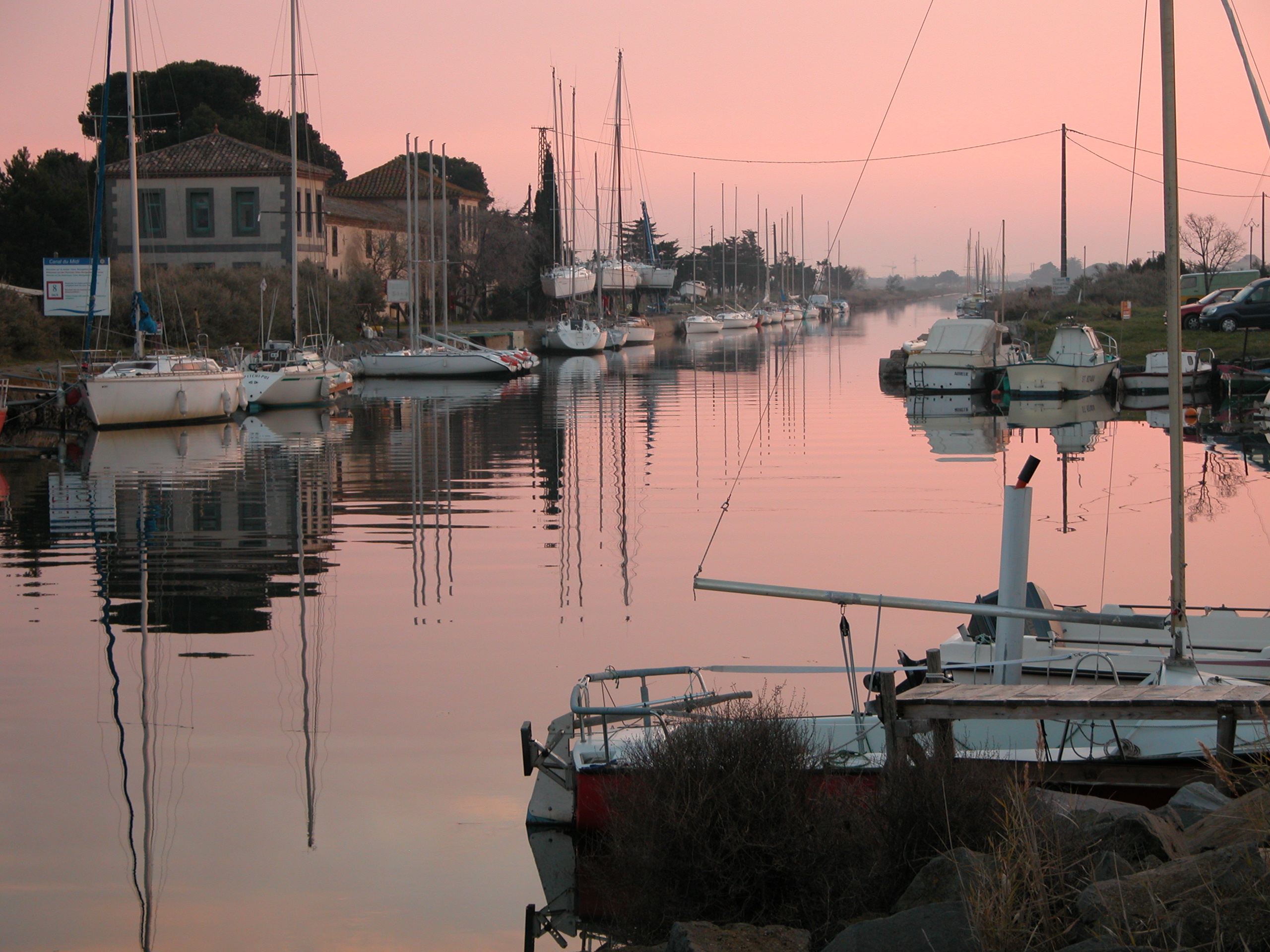
Canal du Midi når Etang de Thau vid Marseillan.

Det finns ett antal hamnar för fiska och musselodling:
- - Sète : le Barrou, la Pointe Courte
  - Bouzigues
  - Mèze : le Mourre Blanc
  - Marseillan

## Fauna
Étang de Thau hyser många djurarter.
Exempelvis dessa fåglar:
- Silkeshäger, häckande
- Skärfläcka, häckande
- Styltlöpare, häckande
- Karibflamingo, övervintrar
- Rödnäbbad trut, övervintrar
- Svarthalsad dopping, övervintrar
- Kohäger, häckar
- Svarthuvad mås, övervintrar
- Skrattmås, häckar
- Fältpiplärka, häckar
- Kentsk tärna, häckar
- Småtärna, häckar
- Fisktärna, häckar

Etang de Thau hyser även ett rikt marint djurliv, med bland annat maneter, fiskar, sjöhästar och alger

## Se även

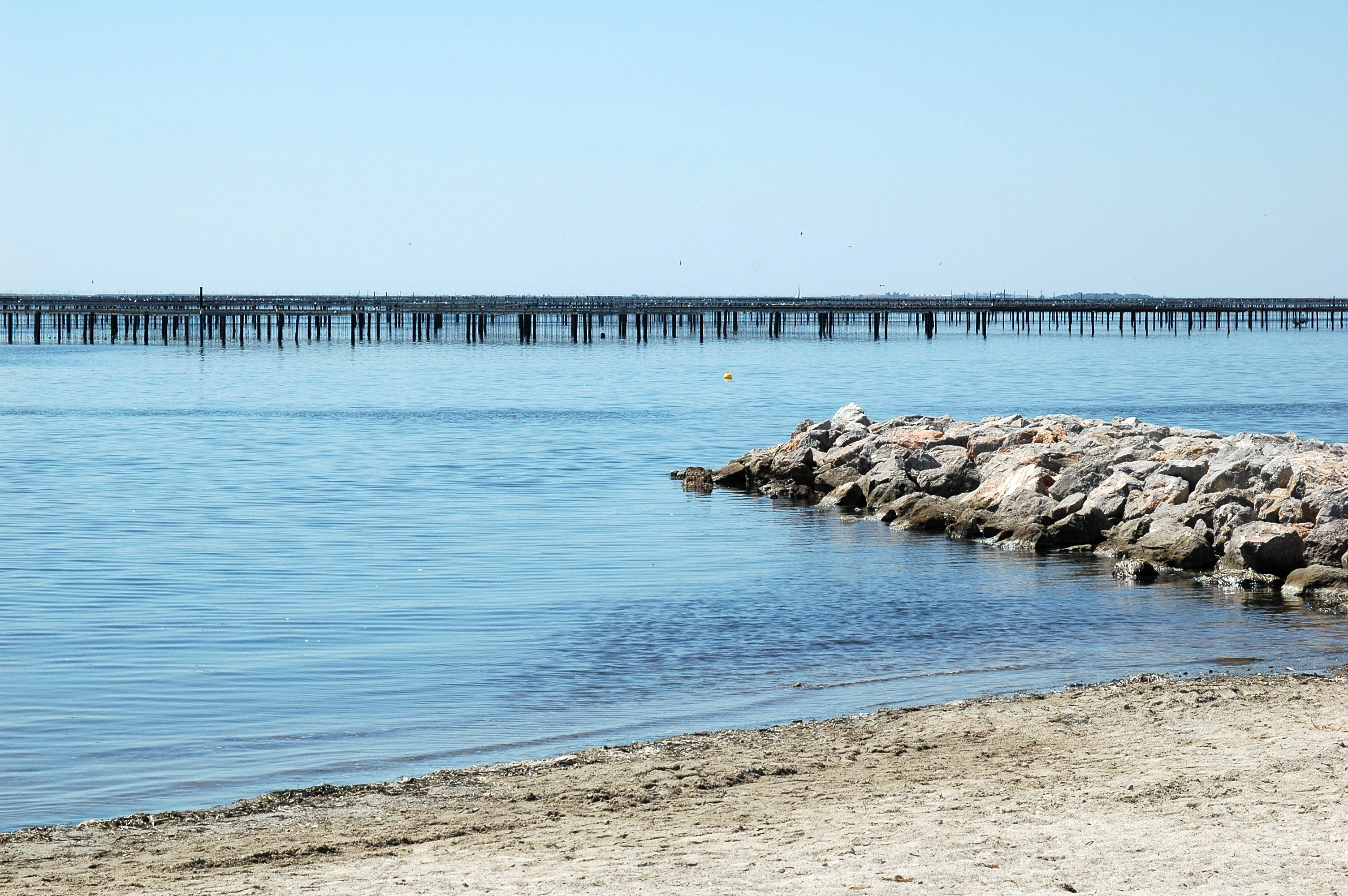
Parc à Moules de Bouzigues.